# Edward Robinson

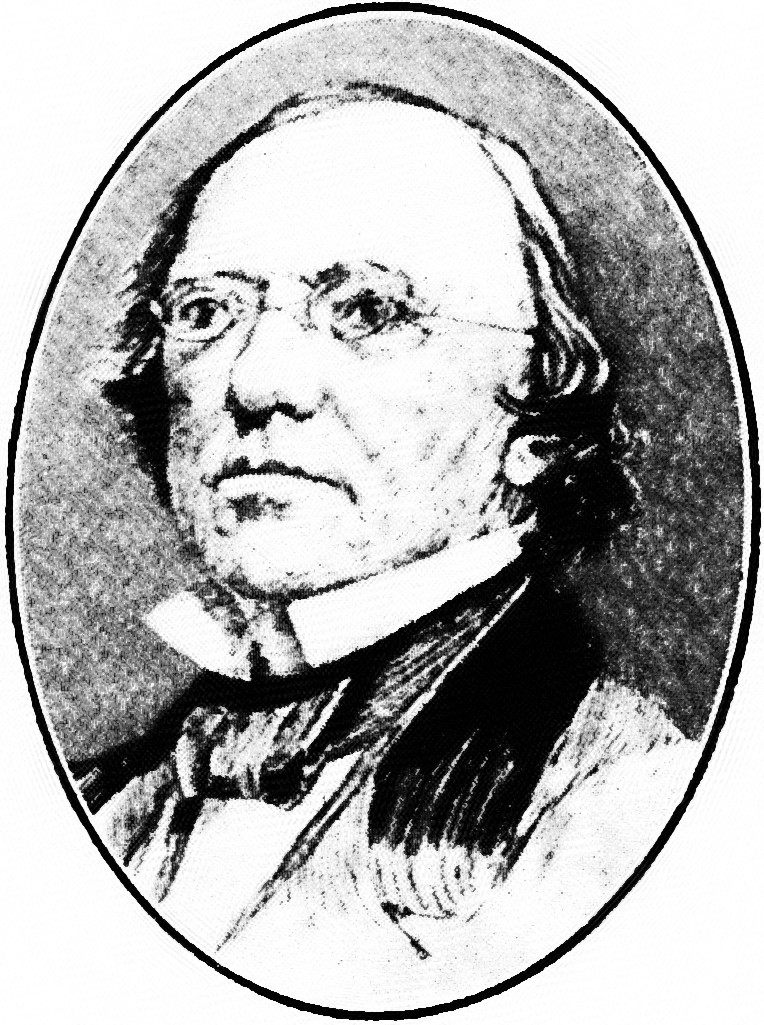
Edward Robinson

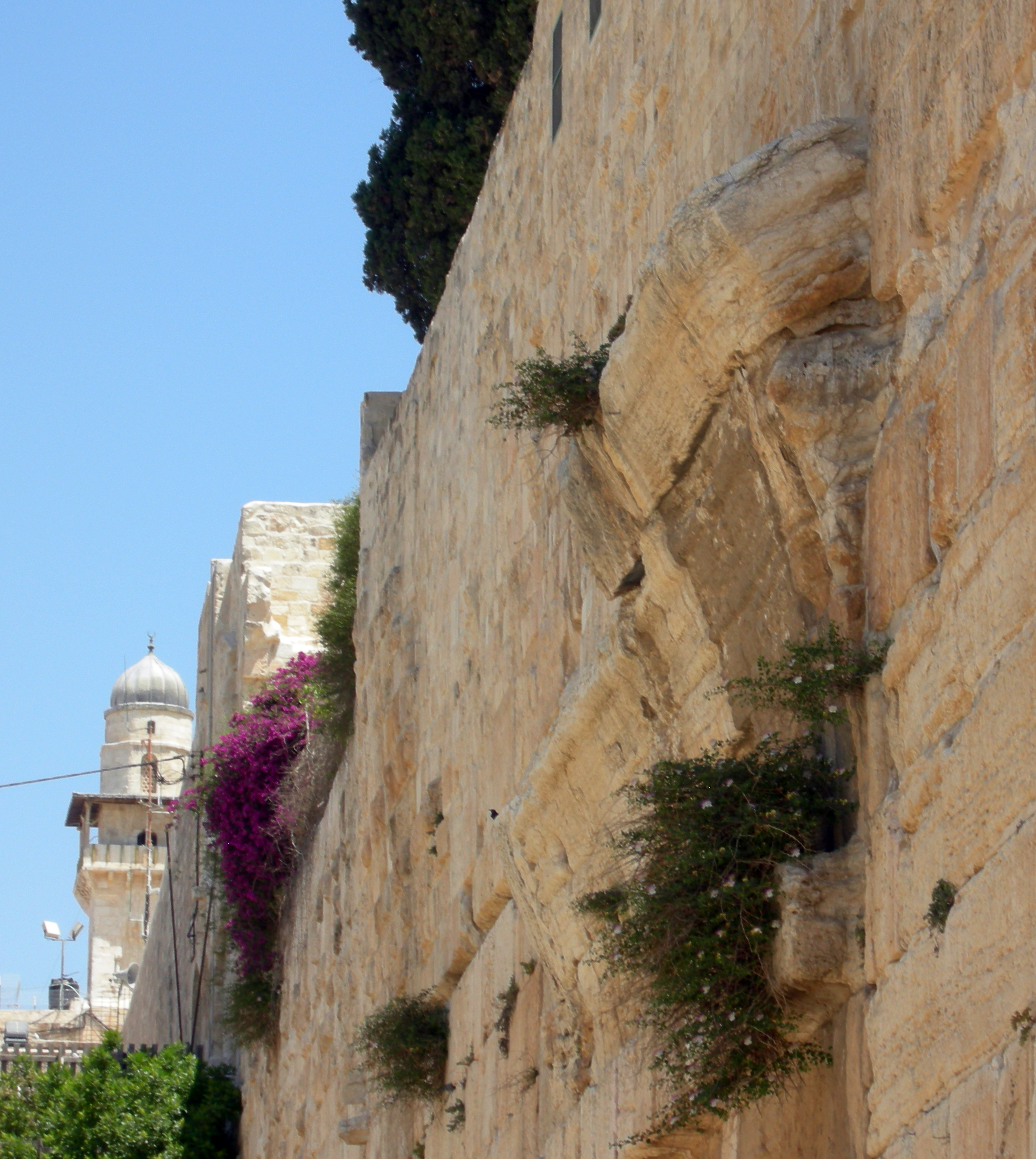
”Robinson’s arch”

Edward Robinson (10 april 1794 - 27 januari 1863) was een Amerikaans theoloog en is de geschiedenis ingegaan als een van de grondleggers van de Bijbelse geografie en archeologie.
In 1838 reisde Robinson door Palestina samen met Eli Smith, een Amerikaans zendeling die het Arabisch vloeiend beheerste, met de bedoeling de historische en bijbelse geografie van ‘het Heilige Land’ in kaart te brengen. Robinson was een van de eersten in de moderne tijd die een degelijke onderneming ter hand nam. In 1852 keerde Robinson terug naar Palestina voor een tweede reis. Daarbij bezocht hij ook de Tempelberg in Jeruzalem. De resten van een boog die hij daar aantrof en die ooit een trap gedragen hebben die toegang gaf tot de tempel van Herodes de Grote, staat in de Bijbelse archeologie bekend als “Robinson’s arch” (de boog van Robinson).
In het licht van later onderzoek blijken veel van de door Robinson voorgestelde identificaties van Bijbelse plaatsen en dateringen van artefacten onnauwkeurig en achterhaald. Niettemin vormde zijn werk een inspiratiebron voor verschillende wetenschappers die later in de 19e eeuw vergelijkbare reizen naar het Heilige Land ondernamen.